# پیتر مولر (بازیکن فوتبال، زاده ۱۹۶۹)
پیتر مولر (انگلیسی: Peter Müller؛ زادهٔ ۱۵ دسامبر ۱۹۶۹) بازیکن فوتبال اهل آلمان است.
از باشگاه‌هایی که در آن بازی کرده‌است می‌توان به باشگاه فوتبال کلن اشاره کرد.